# Dick Kemper
Dick Kemper (Eindhoven, 5 mei 1956) is een Nederlands bassist, muziekproducent, componist en engineer. Hij is vooral bekend geworden als bassist van de Nederlandse hardrockband Vandenberg, waarmee hij ook in de Verenigde Staten en Japan doorbrak. Na het uiteenvallen van Vandenberg begon Kemper een eigen studio. Tegenwoordig werkt hij als producer/engineer voor veel nationale en internationale bands en is hij ook verantwoordelijk voor producties op het gebied van commercials, achtergrondmuziek en film - en themamuziek.

## Biografie
Kemper begon op veertienjarige leeftijd zijn muzikale carrière in de band Threshold waar ook zijn broer Paul Kemper (later gitarist bij Normaal) en zanger Bert Heerink deel van uitmaakten. Threshold ging in 1975 uit elkaar. Tussen 1976 en 1979 speelde Kemper in de band Squad waarmee hij ook zijn eerste officiële opname maakte. Tussen 1979 en 1980 speelde Kemper in de band Turbo waarmee hij door Europa toerde en de albums Turbo en You Girl opnam. In deze periode ging Kemper zich fulltime met muziek bezighouden en werd hij beroepsmuzikant.
Nadat Turbo in 1980 uit elkaar was gevallen, speelde Kemper van 1981 tot 1986 in de legendarische Nederlandse hardrockband Vandenberg, waarmee hij in 1981 een wereldwijd platencontract met Atlantic Amerika sloot. De groep was een aantal jaren niet alleen heel succesvol in Nederland, maar ook in de rest van Europa en in Amerika, Canada en Japan. Vandenberg toerde onder andere met Ozzy Osbourne, Kiss en Metallica.
In 1986 viel Vandenberg uit elkaar en een jaar later richtte Kemper de band No Exqze op die tot 1989 zou bestaan. Voor deze groep componeerde hij alle nummers. Daarnaast maakte hij filmmuziek. Kemper werkte in diverse studio's, onder andere met AC/DC en producer Tony Platt in de Wisseloordstudio's. Ook toerde No Exqze met Status Quo door Spanje en Frankrijk. Dick Kemper werd producer en richtte samen met Bert Heerink Undercover op. Met Undercover nam hij de albums Undercover en All lined up op. In 1993 richtte Kemper de S&K-studio op.
In zijn functie als producer werkt hij voornamelijk samen met diverse succesvolle bands. Daarnaast echter is Kemper verantwoordelijk voor vele producties op het gebied van commercials, achtergrondmuziek en film- en themamuziek. Ook worden in de studio cd's met sfeermuziek opgenomen die onder meer zijn gebruikt door de Franse televisie en voor de Oprah Winfrey show. Verder heeft hij zijn eigen platenlabel genaamd Green Street Records. In 2004 kwam Vandenberg weer (tijdelijk) bij elkaar ter promotie van het album The Definitive Vandenberg. In 2005 kwam de DVD van Vandenberg uit: Vandenberg Live In Japan. In 2007 trad Kemper nog op in Classics in Rock in Ahoy Rotterdam.

## Discografie
- Vandenberg (1982)
- Heading for a storm (1984)
- Alibi (1985)
- No Exqze (1988)
- The best of Vandenberg (1990)
- Undercover (1991)
- All lined up (1993)
- Different worlds - Definitive Vandenberg (2004)
- Vandenberg Live in Japan (2005)

Meer dan 200 albums voor diverse bands en artiesten, waaronder:
- Mooi Wark
- Heidevolk
- Vandenberg
- The Gathering
- Kayak
- Focus
- Intwine
- T.I.M.